# Ajmalin
Ajmalin ist ein Indolalkaloid aus den Wurzeln der Indischen Schlangenwurzel (Rauwolfia serpentina). Es wird als Arzneistoff zur Behandlung von Herzrhythmusstörungen eingesetzt.

## Vorkommen und Gewinnung

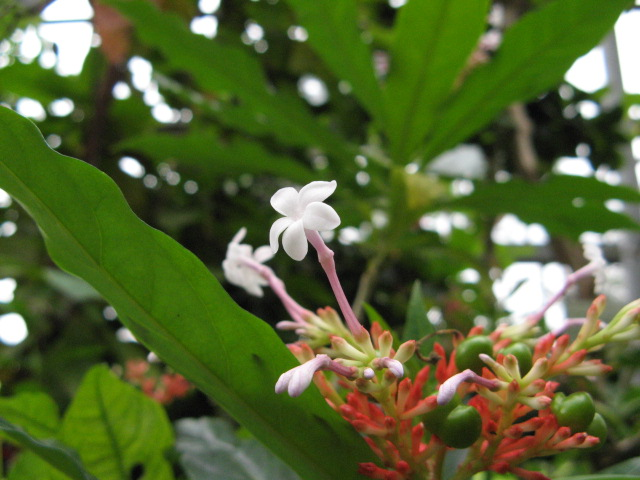
Die Wurzeln der Indischen Schlangenwurzel (Rauwolfia serpentina) enthalten Ajmalin.

Aus den getrockneten Wurzeln der Indischen Schlangenwurzel (Rauwolfia serpentina) wird Ajmalin gewonnen.

## Wirkung
Ajmalin ist ein Wirkstoff aus der Gruppe der Klasse-I-Antiarrhythmika. Als Natriumkanalblocker mit verlängernder Wirkung auf die Dauer des Aktionspotentials wird er zur Klasse Ia der Vaughan-Williams-Klassifikation gezählt. Ajmalin hemmt an den Herzmuskelzellen den schnellen Natriumstrom und reduziert die Geschwindigkeit der Depolarisation während der Phase 0 des Aktionspotentials.

## Pharmakokinetik
Ajmalin wird ausschließlich durch intravenöse Injektion verabreicht. Es besitzt eine sehr kurze, umverteilungsbedingte initiale Plasmahalbwertszeit von 12 bis 15 Minuten. Die Elimination erfolgt zu 90 Prozent hepatisch. Die übrigen 10 Prozent werden über die Nieren ausgeschieden.

## Anwendung
Supraventrikuläre Tachykardien (zum Beispiel AV-junktionale Tachykardien, supraventrikuläre Tachykardien bei WPW-Syndrom, paroxysmales Vorhofflimmern), wenn sie symptomatisch und behandlungsbedürftig sind, lebensbedrohliche ventrikuläre Tachykardien.

## Gegenanzeigen und Warnhinweise
Bei manifester Herzinsuffizienz, bedeutsamer Elektrolytstörung oder ausgeprägter Hypotonie sowie Überdosierung von Digitalis darf Ajmalin nicht angewandt werden, bei schwerer Bradykardie, SA-Blockierungen und höhergradigen AV-Blockierungen sowie Sinusknoten-Syndrom nur, wenn ein Herzschrittmacher implantiert ist. Bei eingeschränkter Pumpfunktion des Herzens (Ejektionsfraktion < 35 Prozent) und in den ersten drei Monaten nach Herzinfarkt darf es nur im Fall lebensbedrohlicher ventrikulärer Arrhythmien eingesetzt werden.
Bei eingeschränkter Leber- oder Nierenfunktion muss die Dosis angepasst werden. Unter der Therapie sollte die Nierenfunktion überwacht werden.

## Mögliche Nebenwirkungen
Besonders gefürchtet sind paradox proarrhythmische Effekte des Ajmalin, die insbesondere bei Patienten mit einer koronaren Herzkrankheit auftreten können. Selten können Krampfanfälle und sehr selten Blutbildveränderungen auftreten.

## Fertigarzneimittel
Gilurytmal® (D: Carinopharm; A: Pharmaselect Handels GmbH)